# 1996-os CONCACAF-aranykupa
Az 1996-os CONCACAF-aranykupa a harmadik ilyen rendezésű torna volt a CONCACAF zónában. A házigazda ismét az USA lett, és ezúttal is Kalifornia állam. Az 1996-os tornán részt vett egy olyan ország is, mely nem volt tagja a CONCACAF-nak: Brazília, akik az U23-as csapatukkal képviseltették magukat. Mexikó a másodszor nyerte meg az Aranykupát, miután a döndőben legyőzte Brazíliát.

## Csoportkör

### A csoport
| Csapat                                | Pont | M | G | D | V | RG | KG | GK |
| ------------------------------------- | ---- | - | - | - | - | -- | -- | -- |
| Mexikó                                | 6    | 2 | 2 | 0 | 0 | 6  | 0  | +6 |
| Guatemala                             | 3    | 2 | 1 | 0 | 1 | 3  | 1  | +2 |
| Saint Vincent és a Grenadine-szigetek | 0    | 2 | 0 | 0 | 2 | 0  | 8  | –8 |

| 1996. január 11. |

| Mexikó                                         | 5–0   | Saint Vincent és a Grenadine-szigetek |
| ---------------------------------------------- | ----- | ------------------------------------- |
| L. García 29' 37' Peláez 70' 90' A. García 80' | (2–0) |                                       |

| Jack Murphy Stadion, San Diego Nézőszám: 15 352 Játékvezető: Esfandiar Baharmast (USA) |

| 1996. január 14. |

| Mexikó   | 1–0   | Guatemala |
| -------- | ----- | --------- |
| Rizo 89' | (0–0) |           |

| Jack Murphy Stadion, San Diego Nézőszám: 32 571 Játékvezető: Ronald Gutiérrez (Costa Rica-i) |

| 1996. január 16. |

| Guatemala                         | 3–0   | Saint Vincent és a Grenadine-szigetek |
| --------------------------------- | ----- | ------------------------------------- |
| Funes 28' Westphal 42' Machón 45' | (3–0) |                                       |

| Edison International Field, Anaheim Nézőszám: 52 345 Játékvezető: Peter Prendergast (jamaicai) |

### B csoport
| Csapat   | Pont | M | GY | D | V | RG | KG | GK |
| -------- | ---- | - | -- | - | - | -- | -- | -- |
| Brazília | 6    | 2 | 2  | 0 | 0 | 9  | 1  | +8 |
| Kanada   | 3    | 2 | 1  | 0 | 1 | 4  | 5  | –1 |
| Honduras | 0    | 2 | 0  | 0 | 2 | 1  | 8  | –7 |

| 1996. január 10. |

| Kanada                       | 3–1   | Honduras   |
| ---------------------------- | ----- | ---------- |
| Corazzin 7' Holness 27', 60' | (2–1) | Carson 40' |

| Edison International Field, Anaheim Nézőszám: 27 125 Játékvezető: Peter Prendergast (jamaicai) |

| 1996. január 12. |

| Brazília                                            | 4–1   | Kanada        |
| --------------------------------------------------- | ----- | ------------- |
| André Luis 3' Caio 7' Sávio 14' Leandro Machado 86' | (3–1) | Radzinski 66' |

| Los Angeles Memorial Coliseum, Los Angeles Nézőszám: 27 125 Játékvezető: Ronald Gutiérrez (Costa Rica-i) |

| 1996. január 14. |

| Brazília                              | 5–0   | Honduras |
| ------------------------------------- | ----- | -------- |
| Caio 9' 81' Jamelli 31' 61' Sávio 80' | (2–0) |          |

| Los Angeles Memorial Coliseum, Los Angeles Nézőszám: 20 708 Játékvezető: Benito Archundia (mexikói) |

### C csoport
| Csapat             | Pont | M | Gy | D | V | RG | KG | GK |
| ------------------ | ---- | - | -- | - | - | -- | -- | -- |
| Egyesült Államok   | 6    | 2 | 2  | 0 | 0 | 5  | 2  | +3 |
| Salvador           | 3    | 2 | 1  | 0 | 1 | 3  | 4  | –1 |
| Trinidad és Tobago | 0    | 2 | 0  | 0 | 2 | 4  | 6  | –2 |

| 1996. január 10. |

| Salvador                                   | 3–2   | Trinidad és Tobago |
| ------------------------------------------ | ----- | ------------------ |
| Díaz Arce 34', 72' (11-esből) Cerritos 50' | (1–0) | Latapy 59' 64'     |

| Edison International Field, Anaheim Nézőszám: 27 125 Játékvezető: Benito Archundia (mexikói) |

| 1996. január 13. |

| Egyesült Államok          | 3–2   | Trinidad és Tobago |
| ------------------------- | ----- | ------------------ |
| Wynalda 15' 34' Moore 53' | (2–2) | Dwarika 6' 43'     |

| Edison International Field, Anaheim Nézőszám: 12 425 Játékvezető: Argelio Sabillon (hondurasi) |

| 1996. január 16. |

| Egyesült Államok       | 2–0   | Salvador |
| ---------------------- | ----- | -------- |
| Wynalda 64' Balboa 75' | (0–0) |          |

| Edison International Field, Anaheim Nézőszám: 52 345 Játékvezető: Ramesh Ramdhan (Trinidad és Tobagó-i) |

## Egyenes kieséses szakasz
|  |                         |                  |           |                         |   |          |          |       |
|  | Elődöntők               | Elődöntők        | Elődöntők |                         |   | Döntő    | Döntő    | Döntő |
|  | Elődöntők               | Elődöntők        | Elődöntők |                         |   | Döntő    | Döntő    | Döntő |
|  | Los Angeles, január 18. |                  |           |                         |   |          |          |       |
|  |                         |                  |           |                         |   |          |          |       |
|  | Egyesült Államok        | Egyesült Államok | 0         |                         |   |          |          |       |
|  | Egyesült Államok        | Egyesült Államok | 0         | Los Angeles, január 21. |   |          |          |       |
|  | Brazília                | Brazília         | 1         |                         |   |          |          |       |
|  | Brazília                | Brazília         | 1         |                         |   | Brazília | Brazília | 0     |
|  | San Diego, január 19.   |                  |           |                         |   | Brazília | Brazília | 0     |
|  |                         |                  | Mexikó    | Mexikó                  | 2 |          |          |       |
|  | Mexikó                  | Mexikó           | Mexikó    | Mexikó                  | 2 | 1        |          |       |
|  | Mexikó                  | Mexikó           |           |                         |   |          |          |       |
|  | Guatemala               | Guatemala        | 0         |                         |   |          |          |       |
|  | Guatemala               | Guatemala        | 0         | Bronzmérkőzés           |   |          |          |       |
|  |                         |                  |           |                         |   |          |          |       |
|  | Los Angeles, január 21. |                  |           |                         |   |          |          |       |
|  |                         |                  |           |                         |   |          |          |       |
|  | Egyesült Államok        | Egyesült Államok | 3         |                         |   |          |          |       |
|  | Egyesült Államok        | Egyesült Államok | 3         |                         |   |          |          |       |
|  | Guatemala               | Guatemala        | 0         |                         |   |          |          |       |
|  | Guatemala               | Guatemala        | 0         |                         |   |          |          |       |

### Elődöntők
| 1996. január 18. |

| Egyesült Államok | 0–1   | Brazília           |
| ---------------- | ----- | ------------------ |
|                  | (0–0) | Balboa 79' (öngól) |

| Memorial Coliseum, Los Angeles Nézőszám: 22,103 Játékvezető: Archundia (mexikói) |

| 1996. január 19. |

| Mexikó     | 1–0   | Guatemala |
| ---------- | ----- | --------- |
| Blanco 64' | (0–0) |           |

| Jack Murphy Stadion, San Diego Nézőszám: 42,221 Játékvezető: Baharmast (USA) |

### Harmadik helyért
| 1996. január 21. |

| Egyesült Államok                   | 3–0   | Guatemala |
| ---------------------------------- | ----- | --------- |
| Wynalda 34' Agoos 37' Kirovski 87' | (2–0) |           |

| Memorial Coliseum, Los Angeles Nézőszám: 88,125 Játékvezető: Parra (kanadai) |

### Döntő
| 1996. január 21. |

| Mexikó                     | 2–0   | Brazília |
| -------------------------- | ----- | -------- |
| Luis García 54' Blanco 75' | (0–0) |          |

| Memorial Coliseum, Los Angeles Nézőszám: 88,155 Játékvezető: Ramdhan (Trinidad és Tobagó-i) |

| 1996-os CONCACAF-aranykupa bajnoka: |
| ----------------------------------- |
| MEXIKÓ 5. cím                       |

## Góllövők
4 gól
- Eric Wynalda

3 gól
- Caio
- Savio
- Luis García

## Végeredmény
| Csapat | Csapat                                | J | Gy | D | V | Rg | Kg | Gk | %      | P  |
| ------ | ------------------------------------- | - | -- | - | - | -- | -- | -- | ------ | -- |
| 1      | Mexikó                                | 4 | 4  | 0 | 0 | 9  | 0  | +9 | 100,0% | 12 |
| 2      | Brazília                              | 4 | 3  | 0 | 1 | 10 | 3  | +7 | 75,0%  | 9  |
| 3      | Egyesült Államok                      | 4 | 3  | 0 | 1 | 8  | 3  | +5 | 75,0%  | 9  |
| 4      | Guatemala                             | 4 | 1  | 0 | 3 | 3  | 5  | -2 | 25,0%  | 3  |
| 5      | Kanada                                | 2 | 1  | 0 | 1 | 4  | 5  | -1 | 50,0%  | 3  |
| 6      | Salvador                              | 2 | 1  | 0 | 1 | 3  | 4  | -1 | 50,0%  | 3  |
| 7      | Trinidad és Tobago                    | 2 | 0  | 0 | 2 | 4  | 6  | -2 | 00,0%  | 0  |
| 8      | Honduras                              | 2 | 0  | 0 | 2 | 1  | 8  | -7 | 00,0%  | 0  |
| 9      | Saint Vincent és a Grenadine-szigetek | 2 | 0  | 0 | 2 | 0  | 8  | -8 | 00,0%  | 0  |